# Тимарх (сатрап)
Тимарх (др.-греч. Τίμαρχος; погиб в 160 до н. э.) — узурпатор в государстве Селевкидов в период между 163 и 160 годом до н. э.

## Биография

### Происхождение
Будучи знатным аристократом из города Милет, Тимарх был другом царя Антиоха IV Эпифана во время его пребывания в Риме. Когда тот в 175 году до н. э. стал правителем, Тимарх был назначен сатрапом Мидии (западный Иран), а его брат Гераклид стал министром финансов. Персидское население страны опасалось парфян, и Тимарх был вынужден бороться с этим противником. Границы царства на востоке в то время смогли достигнуть окрестностей Тегерана.

### Мятеж
В 163 году до н. э. во время персидского похода скончался Антиох IV, и Тимарх стал независимым правителем Мидии. Его соперником стал регент Лисий, правивший страной от имени сына покойного — Антиоха V Евпатора. Также Тимарх получил поддержку со стороны давнего врага Селевкидов армянского царя Арташеса I.
В 162 году до н. э. в Сирии появился претендент на престол Деметрий I Сотер, убивший Лисия и Антиоха. Это могло повлиять на решение Тимарха провозгласить себя царём.
Он смог распространить свою власть на Вавилон, где правление Тимарха фигурирует в календарных записях. Однако Тимарх не смог одолеть Деметрия, и в 160 году до н. э. был убит.
О характере правления Тимарха известно мало, хотя Аппиан указывал на тиранический характер его власти. Это объясняет, почему после победы вавилоняне дали Деметрию прозвище Сотер (Спаситель). На своих монетах Тимарх называл себя «Великим Царём» (Basileus Megas), что было традиционным титулом Ахеменидов.

### Месть
За Тимарха отомстил его брат Гераклид, ставший фаворитом Александра Баласа — претендента на трон государства Селевкидов, объявившего себя сыном Антиоха Эпифана. Он смог убедить римский сенат поддержать претендента на престол в его борьбе с Деметрием, который был убит в 150 году до н. э. Таким образом род Тимарха принял действенное участие в ослаблении государства Селевкидов.